# Давид Харкаци
Давид Харкаци (арм. Դավիթ Հարքացի, ок. 610—ок. 685) — армянский философ и богослов VII века.

## Жизнь и деятельность
Родился начале VII века в селе Герет области Харк. О раннем периоде жизни ничего неизвестно. Образование получил в Константинополе, где обучался философии и богословию, затем вернулся в Армению. Его деятельность датируется примерно между 660 и 680 годами и в основном была направлена на упрочение проповедуемой Армянской апостольской церковью христианской идеологии. Известно, что часто участвовал в богословских дебатах: поддерживал взгляды Юлиана Галикарнасского, критиковал Севира Антиохийского. Возглавлял грекофильскую школу армянской литературы, основным результатом его сподвижников и последователей стали переводы и толкования трудов Филона Александрийского. Влияние последнего сильно чувствуется в творчестве Давида. Был сторонником космологического доказательства существования Бога.
Написал несколько философских и богословских трудов, которые, однако, сохранились только отрывочно. Помимо армянского писал, вероятно, и на греческом. Важнейшим трудом считается религиозно-философский труд «Вопрошения». Очень ценны его сведения о Данииловых письменах.
Его часто путают с другими одноимёнными армянскими авторами VI—VII веков (Давид Керакан, Давид Анахт, Давид Ипат, Давид Багревандци, Давид Таронаци).

## Сочинения и издания
- «Вопрошения» (арм. Հարցուածք) // журнал «Арарат» — 1902. — № 9—10 — С. 937—973
- «Слово веры против еретиков» (арм. Բան հավատոյ ընդդեմ հերձուածողաց) // журнал «Арарат» — 1906. — № 3 — С. 261—268
- «Ответ католикосу Анастасу» // журнал «Арарат» — 1906. — № 3 — С. 269—270
- «Ответы патрику Ашоту» // журнал «Арарат» — 1906. — № 3 — С. 270—272
- «О притивостоянии диофизитам» (арм. Առ երկաբնական ընդդիմադրութիւն) // журнал «Арарат» — 1916. — С. 909—911

Давиду Харкаци приписывают и философский труд «Воззрения Аристотеля» (арм. Նկատումն Արիստոտէլի).

#### Биографические очерки
- Тер-Мкртчян Г. М. Դավիթ Հարքացի. — Вагаршапат, 1903.
- Акинян Н. А. Դավիթ Հարքացի Անհաղթ փիլիսոփա, կյանքն ու գործերը. — Венеция, 1959.